# OCZ
OCZは東芝ブランドにリブランドされる前に、一部のソリッドステートドライブ (SSD) に使用されていた東芝のブランドであった。OCZ・ストレージ・ソリューションズはアメリカ合衆国カリフォルニア州サンノゼに拠点を置いたSSDなどの製造業者であり、OCZ・テクノロジー・グループ のSSD資産を株式会社東芝に売却した後に設立された新会社であった。OCZ・テクノロジーとして2002年にメモリー市場参入してからというものの、同社は自社の製品を主にコンピュータ・ハードウェア・エンスージアスト市場に狙いを定め、高性能DDR RAM、ビデオカード、USBドライブ、直流安定化電源、そして様々な冷却部品を生産している。OCZブランドを冠するSSDデバイスはSATA III、PCI Express、Serial Attached SCSIそしてUSB 3.0インターフェースを使い、クライアントとエンタープライズ両方のアプリケーション向けが現在も生産されている。OCZ・ストレージ・ソリューションズは2016年4月1日に解散し、 後にキオクシアとなる、Toshiba America Electronic Components, Inc. に吸収合併された。

## 歴史
2000年にオーバークロック化されたAthlonプロセッサを販売する事業をRyan Petersonによって創業された時点ではOCZは元々は"The Overclockerz Store"と呼ばれた。カリフォルニア州サンノゼに拠点を置いたOCZ Technology Group, Inc. は2002年に設立された。
OCZはサテライト・オフィスをオランダ、英国、イスラエルに維持し、台湾に至っては製造施設と物流施設も併設、これを維持した。2006年6月に、OCZはティッカーシンボル"OCZ"でロンドン証券取引所オルタナティブ投資市場(LSE AIM)に株式公開をした。2007年5月25日、OCZは電源をラインナップにもつ、PC Power & Coolingを買収した。PC Power & Coolingはカリフォルニア州カールスバッドにある。PC Power & CoolingはOCZの独立したサテライト・オフィスとして運営され、同社の製品ラインナップは維持されたが、けれどもOCZは後にOCZブランドの電源モデルを同様に立ち上げた。2009年3月初旬、OCZは米国の証券取引所への上場を目指すためにLSEから上場を廃止するという彼らの意図を発表した。2010年4月24日、OCZはティッカーシンボル"OCZ"でNASDAQへの上場を発表した。
2010年9月に、OCZはエンスージアスト市場向けの起動可能なPCIeドライブ、 RevoDriveを発表した。その直後にもPCIe/SASハイブリッド・インターフェースであり、それを実装する対応製品と一緒にHigh Speed Data Link (HSDL)と呼ばれるSSDインターフェースを発表した。2012年の時点で、OCZのSSDは最大1TBの容量をオファーした。
2010年11月に、ファイバーチャネル、SAS、そしてソリッドステートドライブ向けコントローラ資産について、OCZは知的財産をSolid Data Inc. から買収した。費用はおよそ95万ドルで、制限付き普通株と現金で支払われた。
OCZは市場業績の低迷と世界的なDRAM市場の低迷を根拠に、2011年2月28日の2010会計年度末までにRAMの全生産を中止した。
2011年3月に、OCZはSSD用ソフトウェアとフラッシュコントローラ・シリコンの供給事業者である非公開ファブレス企業、en:Indilinx Company, Limitedをおよそ3,200万ドル分のOCZ普通株式で買収した。
2011年10月5日に、OCZはストレージSoC開発に特化している、(以前はオックスフォード・セミコンダクタであった)en:PLX TechnologyのアビングドンのR&D部署を買収する意向を発表した。
2012年にOCZはフラッシュ・キャッシングと仮想化ソフトウェアおよびRADグループのハードウェアの供給事業者である非公開企業Sanrad Inc. を買収し; SanradはOCZのイスラエル・オフィスとなった。2012年の報道はシーゲイト・テクノロジーによるOCZの買収の可能性がぽしゃったことを示唆した。2012年9月17日に、創業者兼CEOのライアン・ピーターセン(Ryan Petersen)が取締役会によって解任され、最高マーケティング責任者のアレックス・メイ(Alex Mei)が暫定CEOに任命された。メディアはライアン氏が取締役会によって解任されたのではないかと推測した。2012年10月10日に、OCZは取締役会のメンバー、ラルフ・シュミット(Ralph Schmitt)を社長兼CEOに任命した。シュミット氏はPLXからOCZに入社し、2008年からはPLX社長兼CEOを務めた。

### 会計慣行
2012年には、疑わしい会計慣行を巡って複数の株主訴訟が起きた。2013年5月、NASDAQはOCZに対し遅れた収益報告を提出するため2013年9月16日までの猶予を与えた。 同社は申告が数四半期遅れ、利益を2008年まで遡って再計算した。2013年9月12日、同社は期限に間に合わないと発表したが、その後期限は10月7日まで延長された。
2013年、OCZの収益は2012年第2会計四半期の8,860万ドルから2013年第2会計四半期には3,350万ドルへと大幅に減少し、財務上の損失は増加した。OCZはHercules Technology Growth Capitalから15%という高利で3,000万ドルの融資を受けた。OCZは融資の担保として自社の会社を差し入れているため、OCZが融資を返済できなかった場合、Hercules Technology Growth CapitalがOCZの所有権を取得することになる。
融資期限を達成できなかったため、融資は2014年6月まで延長され、2013年11月4日には株価が40％下落した。2013年11月25日、Herculesは融資条件を遵守していなかったとして、OCZの銀行口座を掌握した。
証券取引委員会は元CEOのライアン・ピーターセンと元CFOのアーサー・ナップを会計上の不手際で起訴した。SECはカリフォルニア北部地区に提出した訴状の中で、OCZの元CEOライアン・ピーターセンが2010年から2012年にかけてOCZの収益と粗利益を大幅につり上げる計画に関与したと主張した。これとは別に、OCZの特定の会計、情報開示、内部会計管理の失敗について、OCZの元CFOアーサー・ナップを告訴した。ナップは自身に対する容疑を認めずにSECの告訴を解決することに同意した。2015年の時点で、ピーターセンに対するSECの訴訟は続いており、2017年に最終的に終結した。

### 東芝買収
2013年11月27日に、OCZテクノロジー株は停止された。その後、OCZは破産申請を行う予定であること、また東芝が破産手続きで資産を買い取ることに関心を示していることを述べた。2013年12月2日に、OCZは東芝がOCZのほぼすべての資産を3,500万ドルで買収することに合意したと発表した。この取引は、2014年1月21日に完了し、OCZ・テクノロジー・グループの資産がOCZ・ストレージ・ソリューションズという名前の東芝の新たな独立運営子会社となった。その後OCZ・テクノロジー・グループはZCO Liquidating Corporationに社名変更し; 2014年8月18日、ZCO Liquidating Corporationおよびその子会社は清算された。
2014年2月に、子会社PC Power & CoolingはFirePower Technologyに売却された。
OCZ・ストレージ・ソリューションズは2016年4月1日に解散し、Toshiba America Electronic Components, Inc. に吸収され、OCZは東芝のブランドとなった。東芝はその後メモリ製品部門を新会社と新ブランド「キオクシア」の下に再編した。

## 信頼性の歴史
OCZブランドのSSDは故障率が高いことで有名であった。旧OCZ・テクノロジー・グループの2つの製品ライン、PetrolとOctaneのSATA II版は、ある匿名のフランスのテクノロジーオンライン小売業者では、返品率が40%以上であった。SATA II版Octaneの128GBは、返品率が52.07%であった。2013年3月5日に公開されたデータセットでは、この小売店から返品率が 5%を超えるSSDは他になかった。2014年4月30日に公開されたデータセットでは、OCZが同じ匿名小売業者からの返品率が再び最高であった。2014年11月6日に公開された次のデータセットには、1台のOCZドライブ (OCZ Agility3 480GB) のみが示されており、その返品率は1.34% とはるかに低くなった。
KitGuruは、東芝がOCZの資産を買収した後にリリースされたOCZ ARC100 240GB SSDの5つのサンプルを2014年と2015年の4か月にわたってテストした。ドライブは破壊するまで意図的にテストされ; 生涯スループットの最低値は350TB、最高値は700TBであった。このドライブの保証は、1日あたり20GBのデータ転送を3年間、合計22TBまでであった。

## リファレンス
1. ↑  “OCZ Storage Solutions - Enterprise SSD and Software”. ocz.com. 2013年1月27日時点のオリジナルよりアーカイブ。2012年9月17日閲覧。
2. 1 2  “OCZ Storage Solutions - A Toshiba Group Company”. 2016年4月26日閲覧。
3. 1 2  Valich, Theo (2016年4月6日). “Toshiba Rebrands OCZ Storage Solutions”. VR-World 2016年4月26日閲覧。
4. ↑  “OCZ Storage Solutions - A Toshiba Group Company”. Template:Cite webの呼び出しエラー：引数 accessdate は必須です。
5. ↑  Anand Lal Shimpi (2010年9月29日). “OCZ's Fastest SSD, the IBIS and HDSL Interface Reviewed”. Anand Tech blog 2013年12月9日閲覧。
6. ↑  “OCZ Storage Solutions - A Toshiba Group Company”. Template:Cite webの呼び出しエラー：引数 accessdate は必須です。
7. ↑  Press release: OCZ Technology Acquires Intellectual Property From Solid Data Inc. for Fibre-Channel, SAS, and Solid-State Drive Controller Assets Archived 2016-03-03 at the Wayback Machine., Nov. 15, 2010
8. ↑  Hilbert Hagedoorn, OCZ to halt DRAM production completely, January 12, 2011
9. ↑  “Addition of High Performance Controller Technology and Firmware is Expected to Accelerate Storage Technology Innovation and Expand Product Portfolio”. Press release. (2011年3月14日).  オリジナルの2011年3月16日時点におけるアーカイブ。 2013年9月18日閲覧。
10. ↑  Press release: OCZ Technology Acquires UK Design Team from PLX Technology, October 5, 2011
11. ↑  “OCZ Storage Solutions - A Toshiba Group Company”. Template:Cite webの呼び出しエラー：引数 accessdate は必須です。
12. ↑  Eric Savitz (2012年9月27日). “No, Seagate Is Not Going To Buy OCZ Technology Group”. Forbes CIO Network blog 2013年9月18日閲覧。
13. ↑  Chris Mellor (2012年9月27日). “'Seagate's OCZ gobble was real, but went sour in CEO row': Insiders claim former top dog Petersen wanted more control”. The Register 2013年9月18日閲覧。
14. ↑  “OCZ Board Appoints Alex Mei as Interim CEO; Accepts Ryan Petersen's Resignation”. Press release.  オリジナルの2012年9月21日時点におけるアーカイブ。 2013年12月9日閲覧。
15. ↑  Anshel Sag (2012年9月17日). “Breaking: Ryan Petersen Ousted as CEO of OCZ Technology”. Bright Side of News blog 2013年12月9日閲覧。
16. ↑  “OCZ Technology Appoints Ralph Schmitt as President and CEO”. Press release. (2012年10月10日).  オリジナルの2012年10月12日時点におけるアーカイブ。 2013年9月18日閲覧。
17. ↑  Bill Kyros. “OCZ Technology Group Shareholder Class Action Lawsuit”. Lawyer web site. 2013年9月18日閲覧。
18. ↑  “Current Report Pursuant to Section 13 or 15 (d) of the Securities Exchange Act of 1934”. Form 8-K (US Securities and Exchange Commission). (2013年5月28日) 2013年9月18日閲覧。
19. ↑  “OCZ Technology Receives Extension From NASDAQ”. Press release. (2013年9月12日) 2013年9月18日閲覧。
20. ↑  Andy Patrizio (2013年10月17日). “Is OCZ on its last legs?”. IT World. 2013年11月6日閲覧。
21. ↑  Jan Willem Aldershoff (2013年11月5日). “OCZ stock crashes to new low – will they survive?”. Myce News. 2013年11月6日閲覧。
22. ↑  SEC (2015年10月6日). “SEC Charges Former Executives With Accounting Fraud and Other Accounting Failures”. SEC. 2015年10月6日閲覧。
23. ↑  Kristian Vättö (2013年11月27日). “OCZ Files for Bankruptcy - Toshiba Offers to Buy the Assets”. Anand Tech. 2013年11月27日閲覧。
24. ↑  “OCZ Filing for Bankruptcy, Announces Offer From Toshiba to Purchase Assets”. Press release. (2013年11月27日).  オリジナルの2013年11月30日時点におけるアーカイブ。 2013年12月3日閲覧。
25. ↑  "OCZ Reaches Agreement With Toshiba Corporation to Acquire Solid State Drive Business" (Press release). San Jose, California: OCZ Technology. 2 December 2013. 2013年12月4日時点のオリジナルよりアーカイブ。2013年12月3日閲覧。
26. ↑  “Toshiba Corporation Completes Acquisition of OCZ Technology Group's Assets and Launches New Subsidiary, OCZ Storage Solutions”.   Financial Post (2014年1月21日). 2014年1月22日閲覧。
27. ↑  “Form 8-K”. Template:Cite webの呼び出しエラー：引数 accessdate は必須です。
28. ↑  “Form 8-K”. Template:Cite webの呼び出しエラー：引数 accessdate は必須です。
29. ↑  Prieur, Marc (2013年3月5日). “Les taux de retour des composants (8) [Component return rates (8)]” (フランス語). Hardware.fr (Hardware.fr SARL) 2014年7月23日閲覧。
30. ↑  Prieur, Marc (2014年4月30日). “Les taux de retour des composants (10) [Component return rates (10)]” (フランス語). Hardware.fr (Hardware.fr SARL) 2014年7月23日閲覧。
31. ↑  Prieur, Marc (2014年11月6日). “Les taux de retour des composants (11) [Component return rates (11)]” (フランス語). Hardware.fr (Hardware.fr SARL) 2014年11月22日閲覧。
32. ↑  Allan 'Zardon' Campbell (2014年12月10日). “OCZ challenge KitGuru to kill 5x ARC 100 SSD drives”. 2016年11月5日閲覧。
33. ↑  Allan 'Zardon' Campbell (2015年4月1日). “OCZ Competition winner: final ARC 100 hits 695.5TB!”. 2016年11月5日閲覧。